# Denkmal Friedrich II. von Preußen (Stettin)

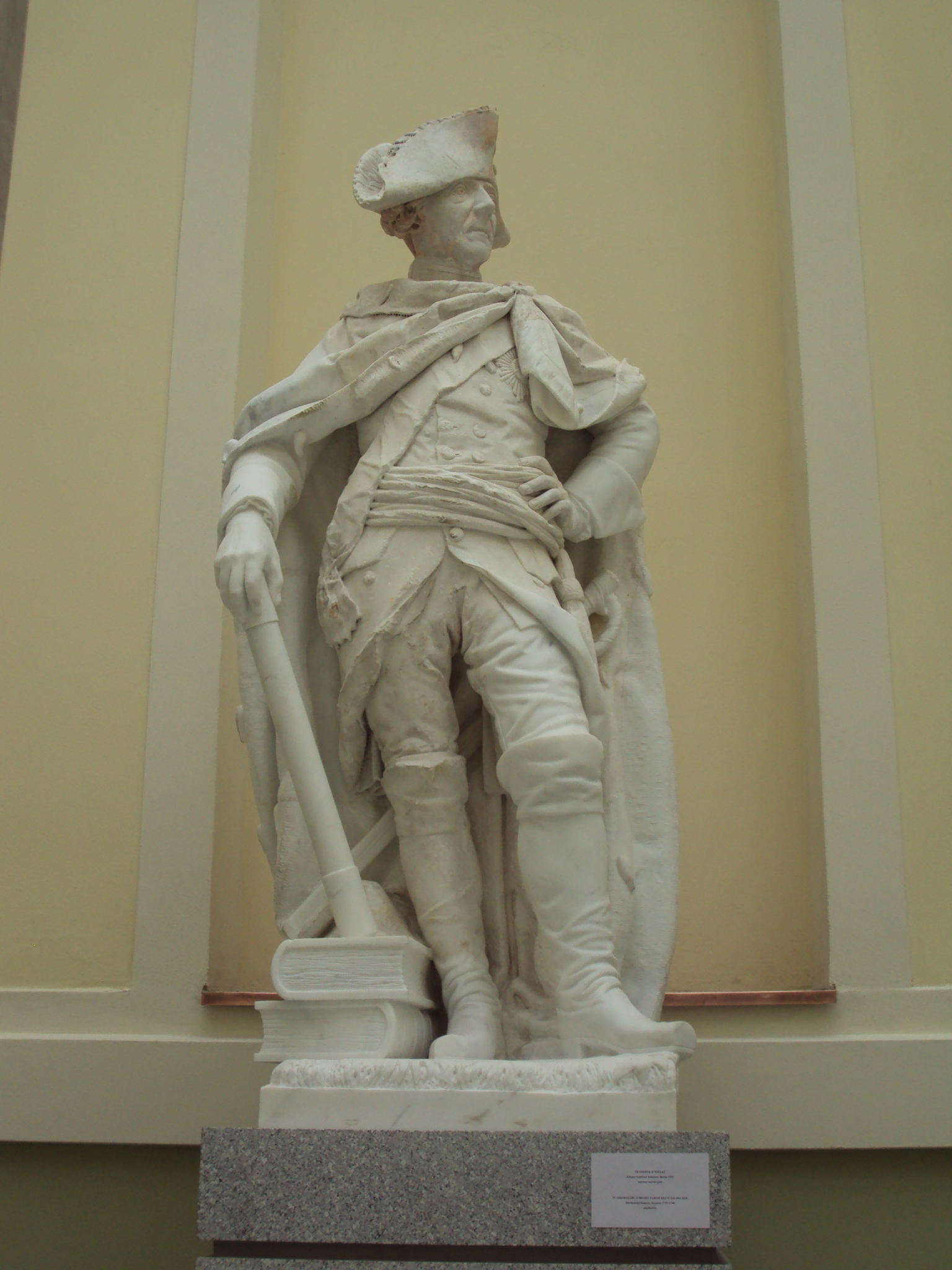
Denkmal Friedrich II. in Stettin

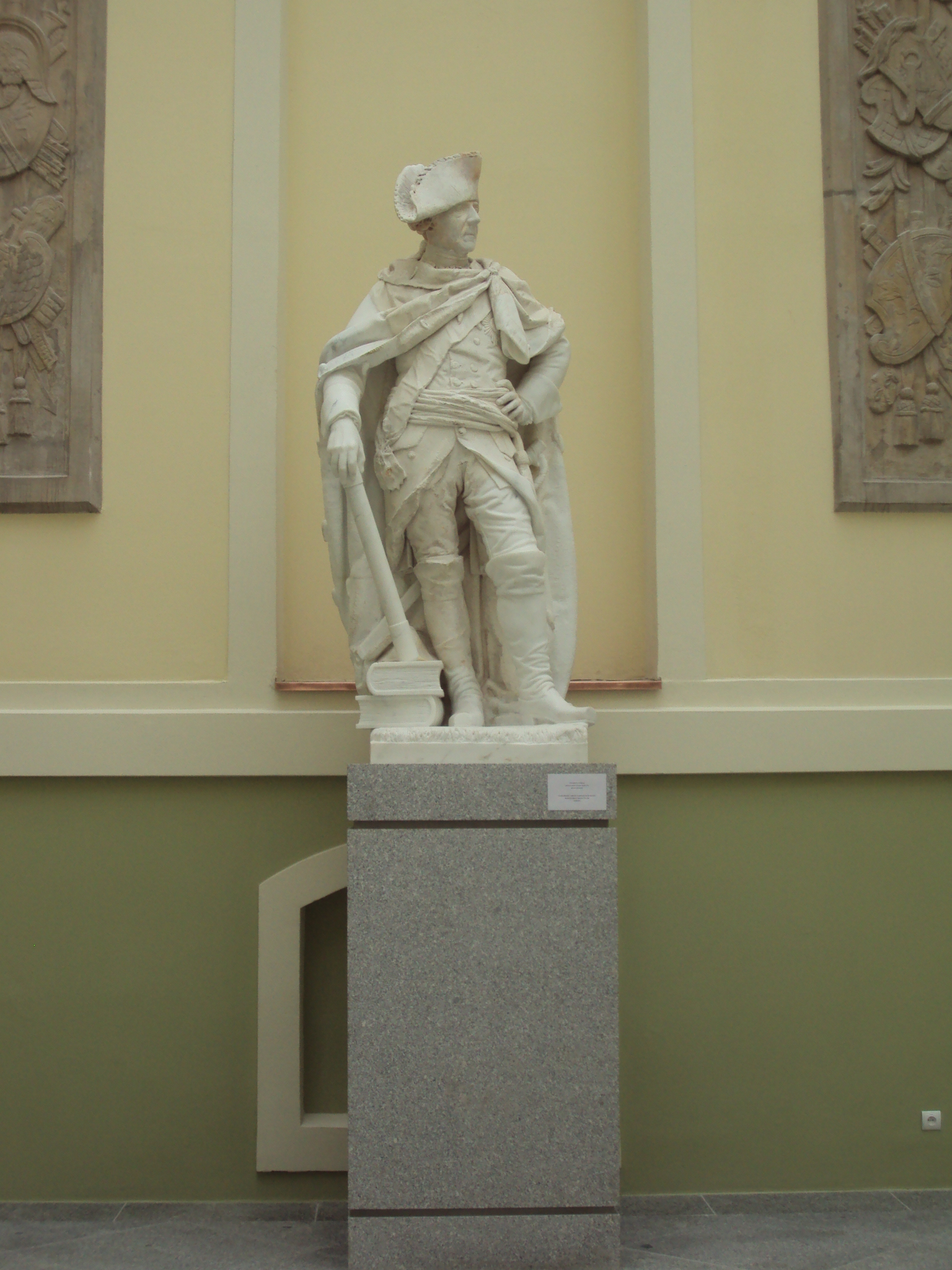
Gesamtansicht Statue und Sockel

Friedrich II. von Preußen ist ein Denkmal in Stettin, das den preußischen König Friedrich II. (1712–1786) zeigt und sich im Nationalmuseum Stettin befindet.

## Geschichte
Am 5. August 1791 beauftragte der preußische Staatsmann Ewald Friedrich von Hertzberg den preußischen Hofbildhauer Johann Gottfried Schadow ein Standbild aus Marmor von Friedrich II. zu gestalten. Der mit Schadow vereinbarte Preis betrug 6000 Taler. Am 10. Oktober 1793 wurde das fertige Denkmal auf dem Exerzierplatz vor dem Stettiner Ständehaus enthüllt. Es stand auf dem Ständeplatz bis 1877 und wurde an dieser Stelle durch eine Bronzekopie ersetzt. Die Marmorskulptur wurde, da durch Witterungseinflüsse Schäden befürchtet wurden, in das Innere des Ständehauses, dem heutigen Polnischen Nationalmuseum in Stettin, verlegt. Dort blieb sie bis zum Jahr 1942 und sollte anschließend auf Schloss Wildenbruch eingelagert werden. Beim Transport zerbrach das Standbild in mehrere Teile. Die Fragmente wurden später im Depot des Nationalmuseums in Stettin verwahrt, galten aber zeitweise als verschollen. Erst als die polnischen Restauratoren bei der Staatlichen Gipsformerei in Berlin die Gipskopie der Statue als Muster für eine Restaurierung ausliehen, wurde man auf die Angelegenheit aufmerksam. In Berlin wurde die Schadow Gesellschaft unverzüglich aktiv und begann private Spenden für die auf 60.000 bis 110.000 Euro veranschlagten Restaurierungskosten zu sammeln, sodass eine Restaurierung möglich wurde, die im Wesentlichen von dem jungen Breslauer Bildhauer Ryszard Zarycki ausgeführt wurde. Die eingefügten Ergänzungsteile stammen aus demselben Marmor in Italien, sogar aus derselben Gesteinsader wie der Block, den Schadow ursprünglich verwendete. Nach Fertigstellung erhielt das Bodemuseum die Statue als Leihgabe von Dezember 2011 bis Oktober 2015. Sie war damit zu Friedrichs 300. und Schadows 250. Geburtstag in Berlin zu besichtigen. Der damalige Kulturstaatsminister Bernd Neumann übernahm die Schirmherrschaft über das Projekt und sprach im Namen der Bundesrepublik eine Sicherheitsgarantie für die Leihgabe aus. Ende Oktober kehrte die Statue nach Stettin zurück und steht seitdem im Innenhof des Nationalmuseums.

## Beschreibung und Symbolik
Die Statue ist etwa 2,5 Meter hoch, hat ein Gewicht von ca. 3,5 Tonnen und wurde aus weißem italienischem Carrara-Marmor modelliert. Sie steht auf einem kubischen Sockel, der aus bräunlichem Marmor besteht. Friedrich II. trägt eine Militäruniform, darüber einem Mantel, einen Hermelinumhang, Reitstiefel und einen Säbel. Das Gesicht zeigt sehr feine Züge. Auf dem Kopf trägt er einen Dreispitz. Schadow stellt den König in der Pose eines Feldherrn dar. Den Kommandostab, den Friedrich II. in seiner Rechten hält, stützt er auf zwei auf dem Boden übereinander gestapelte Bücher. Die Statue drückt dadurch die Widersprüche im Charakter des bedeutenden Königs aus: Kriegsherr, Literat, Philosoph und Musiker sowie Eroberer und Kämpfer für die Gerechtigkeit.